# Lanterne (pasta)
 For alternative betydninger, se Lanterne. (Se også artikler, som begynder med Lanterne)
Lanterne er en form for rør-formet pasta. Navnet kommer fra italienske for olielanterne.
Lanternepasta har en buet lanterneform og dybe riller.